# John Ingvard Kjargaard
John Ingvard Kjargaard, né le 13 septembre 1902 à Herning et mort le 31 juillet 1992 à Honolulu, est un artiste dano-américain.
Ses œuvres, essentiellement des peintures mais aussi des collages et des impressions, sont notamment exposées à la bibliothèque du Congrès, au Mint Museum et à la Honolulu Museum of Art.

## Ouvrage
- (en) John Ingvard Kjargaard, Kilauea : Close up of an active volcano, Ka'io Productions, 1994 (présentation en ligne)